# 羽島市歴史民俗資料館・羽島市映画資料館

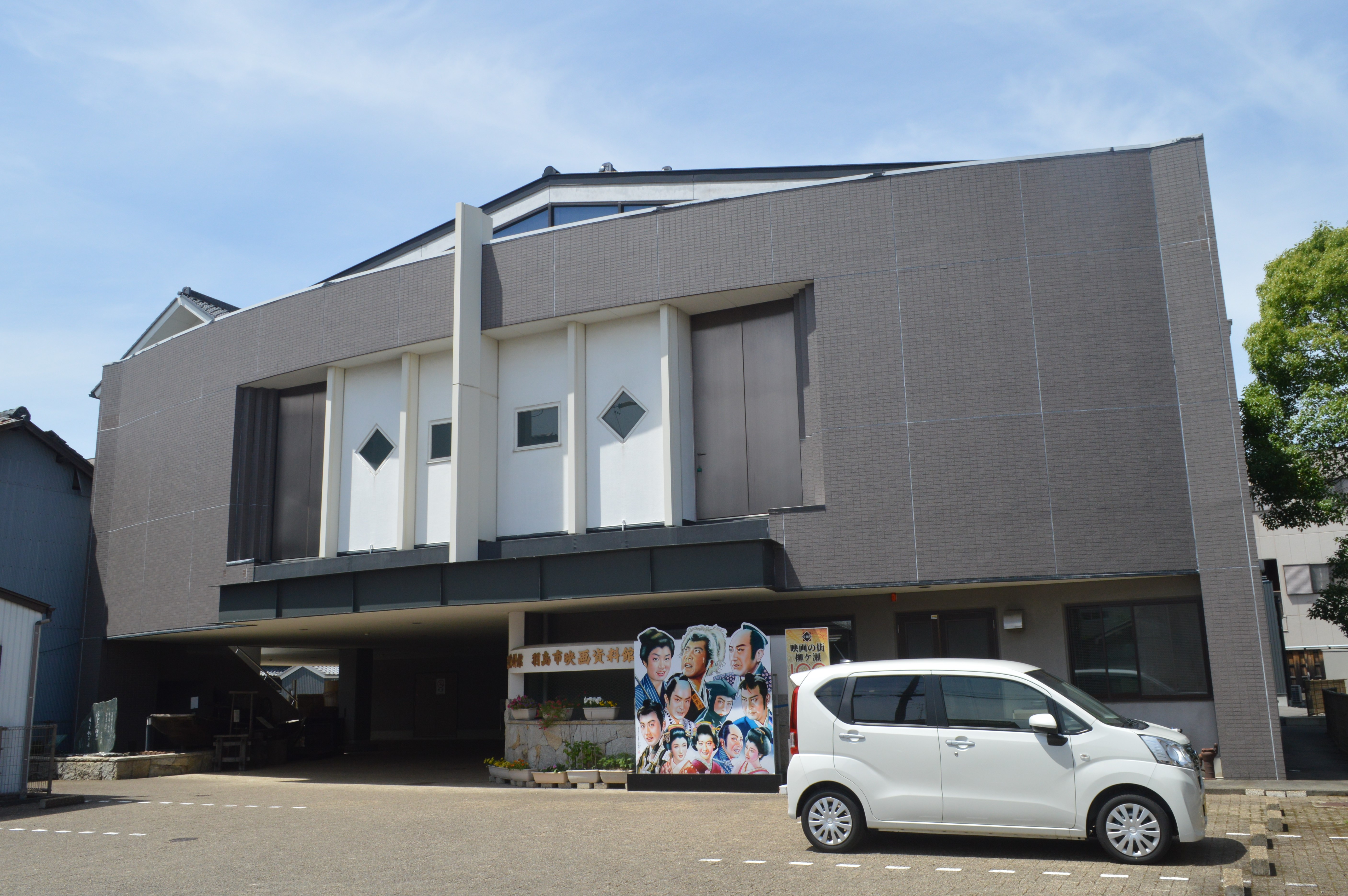
竹鼻朝日館を模した建物南側

羽島市歴史民俗資料館・羽島市映画資料館（はしましれきしみんぞくしりょうかん・はしましえいがしりょうかん）は、岐阜県羽島市にある博物館。1996年（平成8年）2月23日開館。全国的に見て珍しい公立の映画資料館である。

## 立地
羽島市歴史民俗資料館と羽島市映画資料館の両者は同じ建物内にある。戦国時代の近辺には竹ヶ鼻城があり、敷地内には本丸城址碑が建てられている。また、昭和時代にはこの場所に映画館の竹鼻朝日館があった。このため、建物の南側は竹鼻朝日館の正面をモチーフとしており、西側は竹ヶ鼻城をモチーフとしている。道路を隔てた向かい側に藤の名所として知られる真宗大谷派竹鼻別院がある。

## 歴史

### 開館の経緯
かつてこの地には、1934年（昭和9年）に開館した竹鼻朝日館という映画館があり、羽島郡竹ヶ鼻町（現・羽島市）の中心的な映画館として賑わった。1958年（昭和33年）には竹鼻朝日東映に改称し、映画の斜陽化によって1971年（昭和46年）に閉館した。映画館の建物は約30年にわたってそのままとなっていた。
1992年（平成4年）、この旧竹鼻朝日館から昭和30年代のものを中心に、大量の映画ポスターや当時販促物、大型看板が見つかり、地元を中心に建物の保存運動がおき、地元住民のみならず、CBCの小堀勝啓アナウンサーなども保存活動を呼びかけたが、羽島市は財政難を理由に竹鼻朝日館の保存を断念し、取り壊した。
実際には竹鼻朝日館の建物は堅牢な構造であり、保存は可能であったという。このため当時は羽島市に対して非難の声があがった。その後、羽島市は1922年（大正11年）建立の芝居小屋「八千代劇場」の保存問題でも、保存が可能にもかかわらず財政難を理由に1995年（平成7年）に取り壊し、再び非難を受けている。

### 開館後
1984年（昭和59年）4月3日には羽島市制30周年記念事業として、羽島市竹鼻町丸の内に羽島市歴史民俗資料館が開館したが、この建物が羽島市文化センターを建設ために取り壊されることになった。羽島市は旧竹鼻朝日館で発見された貴重な映画資料の保存を決め、羽島市映画資料館と合わせて新たな建物を建てることとなった。1996年（平成8年）2月23日、羽島市歴史民俗資料館・羽島市映画資料館が開館した。

## 収集・展示
民俗資料約8,500点、映画資料（ポスター、映画小物など）約50,000点を収蔵する。映画上映室があり、定期的に昭和30年代から昭和50年代の邦画（特に時代劇）を中心に上映されている。

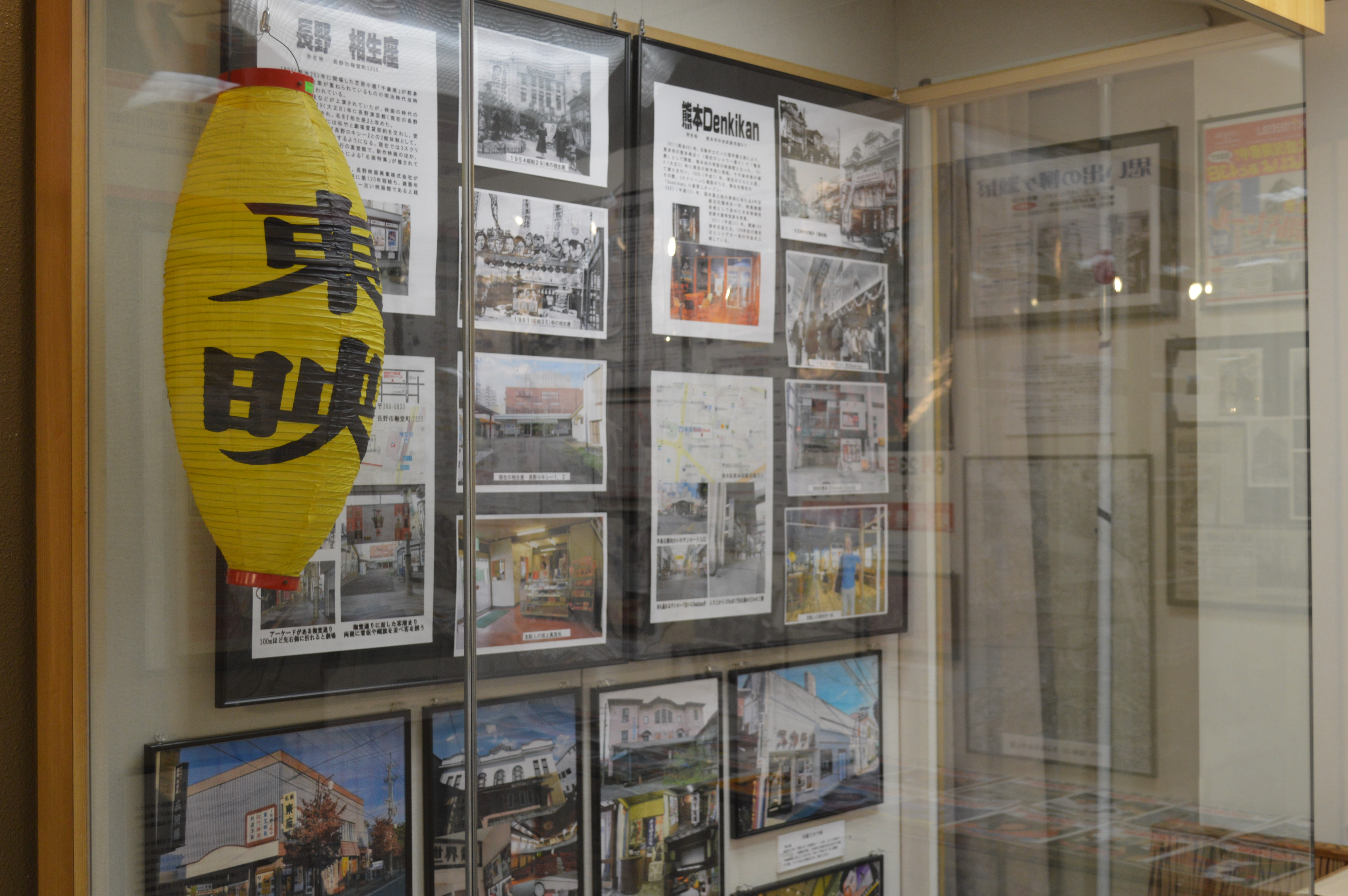
全国の映画館に関する企画展
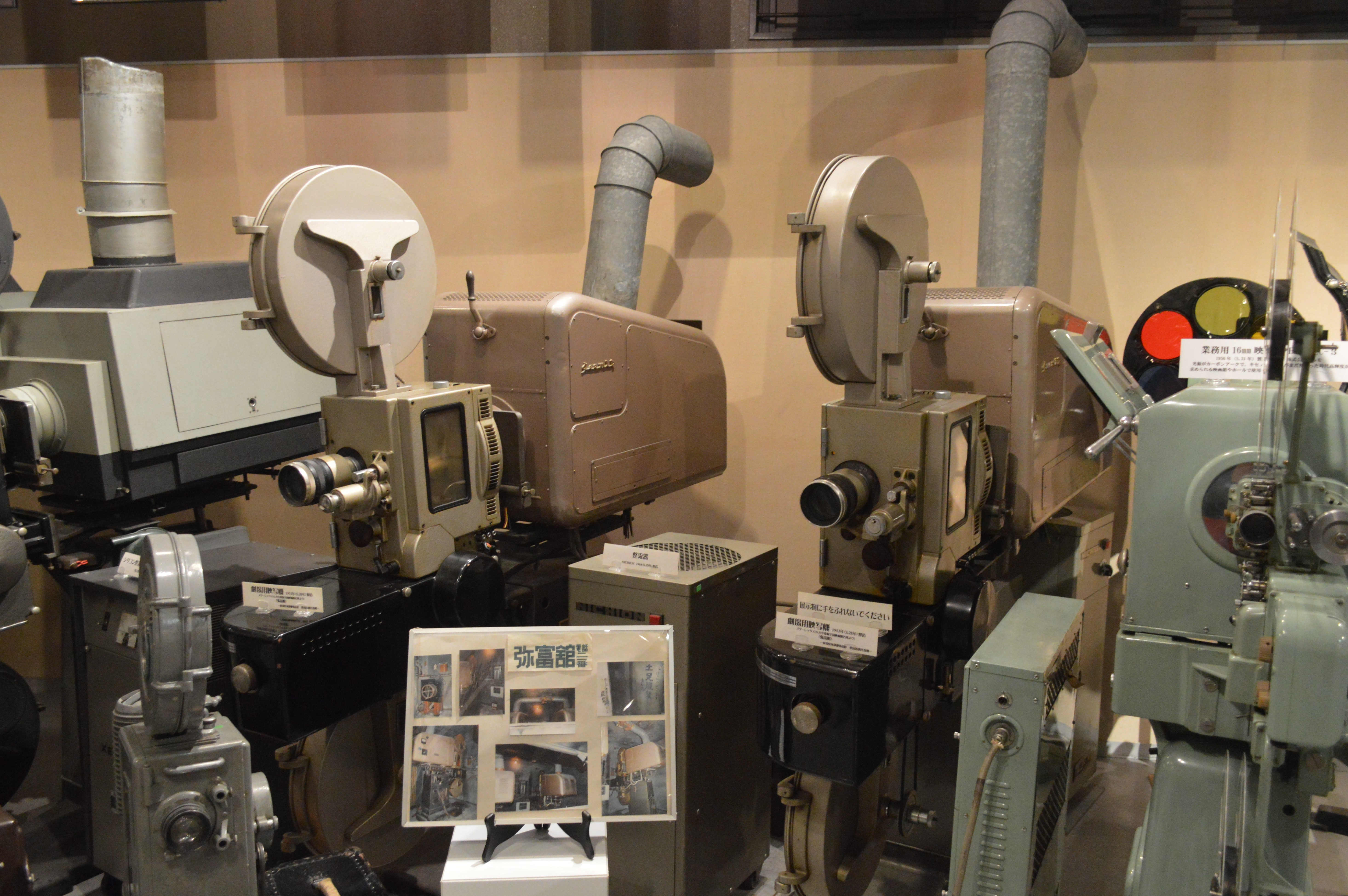
常設展示されている映写機
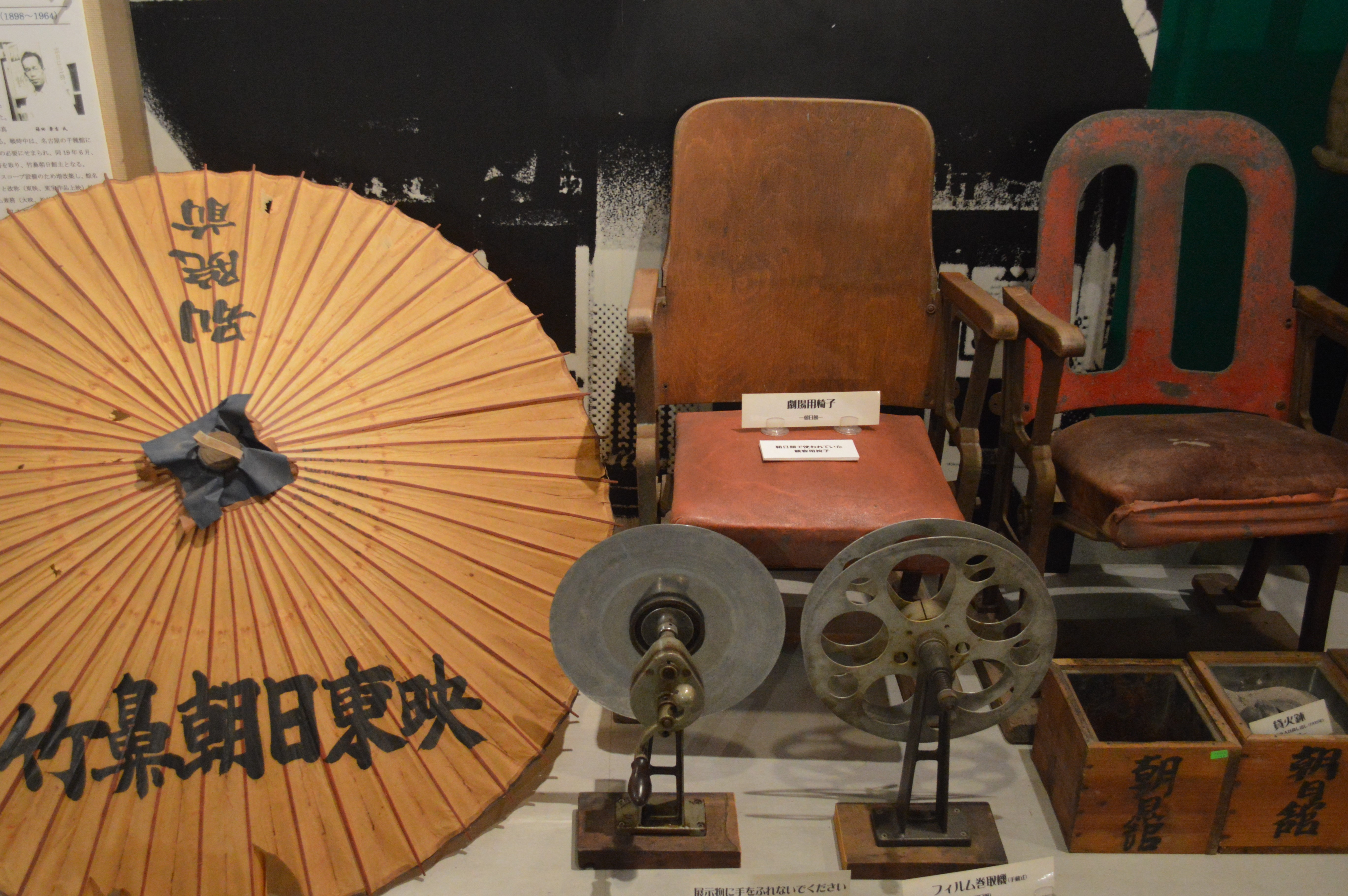
竹鼻朝日館に関する資料

## 施設
- 建物：鉄骨3階建、延べ床面積は約1,300m2
  - 1階：企画展示室、事務所
  - 2階：常設展示室、映画資料室
  - 3階：収蔵庫

## 利用案内
- 開館時間：9時から17時
- 休館日：毎週月曜日（月曜日が祝日の場合、翌日）、毎月第3日曜日、祝日の翌日、年末年始
- 入館料：大人300円、中学生以下無料
- 交通アクセス : 名鉄竹鼻線 羽島市役所前駅から徒歩で約7分、または羽島市コミュニティバス「市役所」バス停から徒歩で約10分。